# Elma Kais
Elma Kais (* um 1990) ist eine polnische Jazzmusikerin (Gesang, auch Drehleier, Komposition) und Musiktherapeutin.

## Leben und Wirken
Kais, die aus Lublin stammt, wurde zunächst durch Kirchenmusik und Chopin geprägt, um sich als Jugendliche für Gospel, Rockmusik und Blues und später für den Jazz zu interessieren. Sie studierte Jazz und Popularmusik an der Musikakademie Krakau bei Marek Bałata und an der Queen Margaret University in Musselburgh. In ihrer Doktorarbeit befasste sie sich mit psychologischen Aspekten der musikalischen Improvisation.
Kais' Debütalbum Hic et Nunc im Quartett mit Verneri Pohjola (Trompete), Dominik Wania (Piano) und Maciej Garbowski (Bass) erschien 2014. Das Album wurde von der Jazzkritik als eine der interessantesten Entwicklungen im polnischen Jazzgesang der letzten Jahre bezeichnet. Ihr zweites Album in derselben Besetzung, Ad Rem, erschien 2016 beim slowakischen Label Hevhetia und erhielt hervorragende internationale Kritiken. 2022 veröffentlichte Hevhetia ihr Album Licentia Poetica, das als Mitschnitt im Waldtheater in Danzig mit Knox Chandler (Gitarre und Elektronik), Daigo Nakai (Bass) und Klaus Kugel (Schlagzeug) aufgenommen wurde. 2023 nahm sie an der Jazzahead teil.
Für ihr interdisziplinäres Wirken wurde Kais von der Stiftung für polnische Wissenschaft gewürdigt und mit einem Preis ausgezeichnet.